# Bronson Canyon

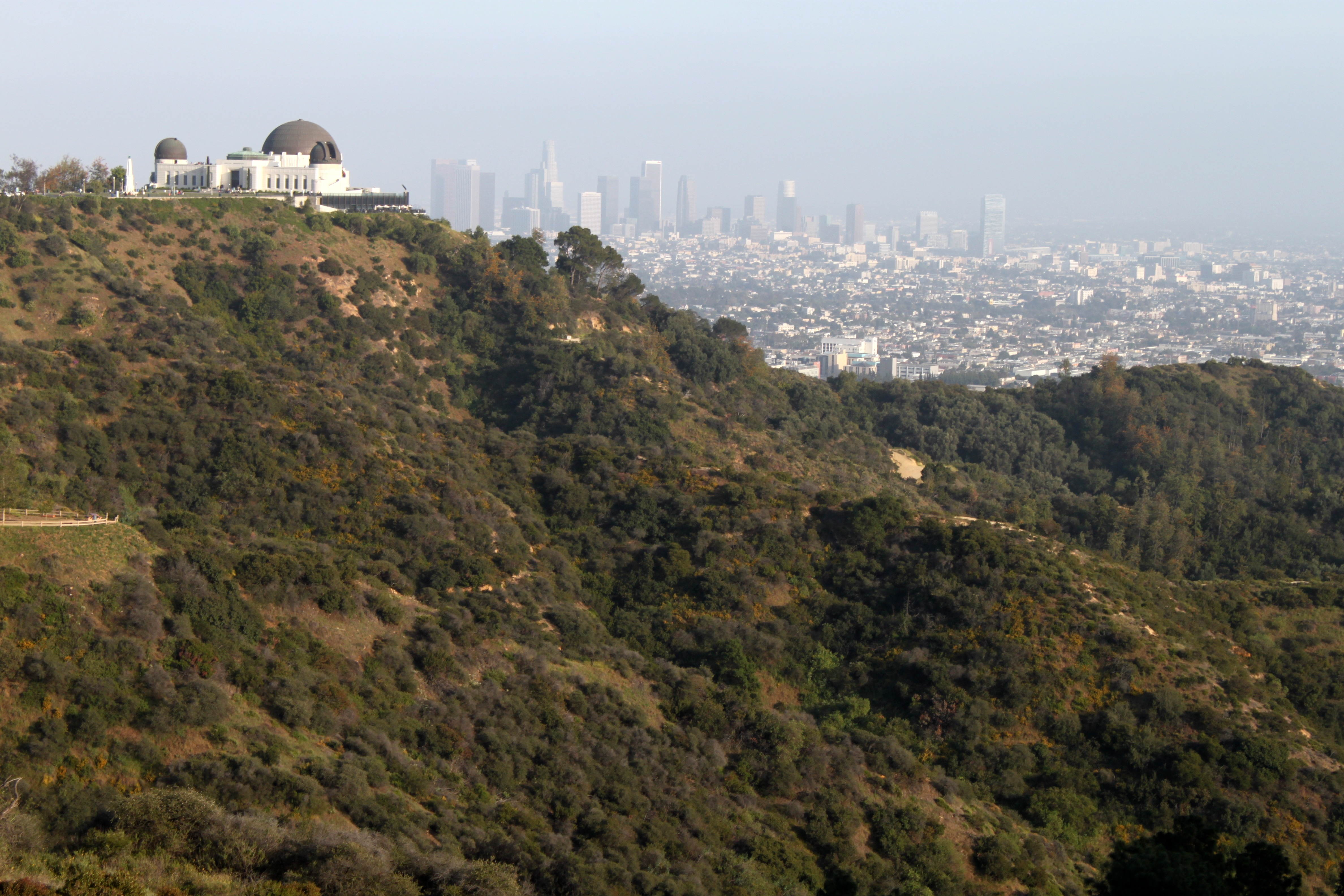
Bronson Canyon et Griffith Park

Bronson Canyon ou Bronson Caves est un canyon/grotte de Griffith Park à Los Angeles, en Californie.
Il est célèbre pour être régulièrement utilisé comme décor de films et est notamment la Batcave de la série télévisée Batman.